# 狭山市立南小学校
狭山市立南小学校（さやましりつ みなみしょうがっこう）は、埼玉県狭山市にある公立小学校。

## 沿革
- 1970年（昭和45年）4月1日 - 狭山市立南小学校として開校。
- 1971年（昭和46年）5月4日 - 校舎竣工式を挙行。
- 1973年（昭和48年）7月12日 - プールを落成。
- 1974年（昭和49年）9月25日 - 体育館を落成。
- 1976年（昭和51年）3月31日 - 学区再編により、7区から通う児童を入間小学校へ移籍。
- 1979年（昭和54年）11月24日 - 10周年記念式典を挙行し、南通用門を設置。
- 1982年（昭和57年）3月31日 - 7教室を増築。校地を拡張。
- 1985年（昭和60年）9月1日 - 校庭を整備。
- 1988年（昭和63年）7月31日 - 防音機能復旧、暖房工事を実施。
- 1990年（平成2年）2月2日 - 20周年記念式典を挙行し、校歌碑「ゆずりはの詩」を設置。
- 1991年（平成3年）
  - 3月6日 - 校舎前の池を改修。
  - 9月30日 - 校舎を改修。ミニ美術館、資料館、茶室を設置。
- 1992年（平成4年）
  - 5月22日 - 北校舎前学習花壇完成。
  - 6月15日 - プール機械全面改修。
  - 7月9日 - 南校舎前花壇と岩石園を改修。
- 1993年（平成5年）
  - 9月6日 - 校長室、保健室、事務室、会議室及び職員室に空調設備設置。
  - 11月30日 - 理科観察池｢虫たちの池｣ 完成。
- 1994年（平成6年）2月2日 - 開校記念日を2月2日に改定。
- 1995年（平成7年）8月31日 - 校舎南側校庭フェンス改修。
- 1998年（平成10年）9月17日 - コンピュータ室完成し、コンピュータ22台設置。
- 1999年（平成11年）
  - 2月22日 - NHK教育テレビさわやか3組の舞台となる（約1年間）。
  - 4月8日 - 各種ボランティア活動開始。
- 2000年（平成12年）1月29日 - 開校30周年記念式典挙行し、南小カルタ作成。
- 2008年（平成13年） - 校舎の耐震補強工事実施。
- 2003年（平成15年）8月25日 - 南棟トイレ改修完了。
- 2004年（平成16年）8月31日 - 校地全周のフェンス設置完了。
- 2006年（平成18年）2月26日 - 機械室アスベスト除去工事。
- 2008年（平成20年）
  - 4月1日 - 特別支援学級を開級。
  - 8月31日 - 校舎耐震工事完了。
  - 11月20日 - バスケットゴール設置。
- 2009年（平成21年）8月31日 - 除湿温度保持工事完了。
- 2010年（平成22年）3月31日 - プール塗装工事完了。
- 2011年（平成23年）4月1日 - 入間小学校を統合し、新生「南小学校」開校。
- 2014年（平成26年）2月28日 - 体育館耐震工事完了。

## 通学区域
出典
- 大字南入曽（406番12号、423番(1号、7号、8号、10～12号)、426番～456番18号、459番(1号、25号、26号、28号)、550番～551番1号、553番(枝番無し、1号、4号、7号)、554番1号～567番8号、585番9号、1021番～1038番、1044番、1046番～1048番、1052番、1054番、1061番、1062番、1065番～1067番、1078番、1086番、1126番(2号、10号)、1130番1号、1131番～1147番7号、1150番～1158番）
- 大字水野（410番～413番1号、426番～430番2号、437番～487番16号、490番～527番5号、529番～537番9号、539番～540番5号、541番～546番、548番(1号、2号、5号、8号)、549番～553番、557番、560番～568番、570番～590番、591番～603番（字月見野）､607番、608番、610番～615番、619番、622番～628番、632番、635番～642番、646番～745番、747番～781番、791番、796番～798番、800番～810番、812番～859番、861番～949番、951番～1046番、1048番～1050番、1058番、1059番1号、1061番、1065番～1067番5号、1067番8号、1067番44号、1068番～1123番、1125番、1127番、1129番～1145番、1149番～1215番、1217番、1219番～1231番、1233番～1237番、1239番～1277番、1279番～1289番、1291番～1297番、1300番～1318番）

## その他
- 所在する狭山市が航空自衛隊入間基地の有視界飛行区域に指定されているため、高層建築が無く、畑の中に学校が立っているため目立つ。